# Gấu trúc Tần Lĩnh
Gấu trúc Tần Lĩnh (Tiếng Trung 秦岭大熊猫, danh pháp hai phần: Ailuropoda melanoleuca qinlingensis) là một phân loài gấu trúc lớn, được phát hiện vào thập niên 1960 nhưng không được công nhận như một phân loài cho đến năm 2005. Đây là phân loài đầu tiên của gấu trúc lớn đã được công nhận, nó khác với phân loài quen thuộc hơn bởi bộ lông màu nâu cùng hộp sọ và kích thước tổng thể nhỏ hơn.
Phân loài này có phạm vi phân bổ hạn chế trong dãy núi Tần Lĩnh, ở cao độ khoảng 1.300–3.000 m.